# Ono, Hyōgo

Ono (小野市 Ono-shi?) este un municipiu din Japonia, prefectura Hyōgo.